# Колдуэлл, Росс
Росс Колдуэлл (англ. Ross Caldwell; 26 октября 1993, Беллсхилл, Шотландия) — шотландский футболист. Нападающий.

## Карьера
До попадания в академию «Хиберниана» Росс долгое время играл в различных любительских командах, достаточно поздно начав заниматься футболом.
За «Хиберниан» дебютировал 10 сентября 2011 года в матче против «Рейнджерс». В марте 2012 подписал новый двухлетний контракт с командой. В межсезонье поехал с командой на предсезонные сборы, на которых сыграл ряд матчей. В новом сезоне, в сентябре 2012 года сыграл свой первый полный матч. Соперником стал «Инвернесс». С тех пор сыграл ещё 10 игр, выходя на замены.
В 2011 году приглашался на сборы сборной Шотландии (до 19 лет), но так и не сыграл.